# Edward Iordănescu
Edward Marius Iordănescu (n. 16 iunie 1978, București, România), cunoscut mai mult ca Edi Iordănescu, este un fotbalist român retras din activitate, care a jucat pe post de mijlocaș la echipe ca Focșani, FC Vaslui și Steaua București. După încheierea carierei, a devenit antrenor, și antrenează în prezent pe Legia Varșovia.
El este fiul cel mare al fostului internațional jucător și antrenor Anghel Iordănescu.

## Cariera de jucător
La vârsta de șase ani, în anul 1984, Edi Iordănescu a fost dus la stadion de tatăl său, pentru a urmări meciuri ale echipei Steaua București, iar ulterior a fost înscris la centrul de copii și juniori al clubului. În 1996, Iordănescu a fost promovat în lotul primei echipe a Stelei, alături de Alin Stoica, fiul lui Tudorel Stoica, fost coleg de echipă al lui Anghel Iordănescu. Nereușind să se impună în prima echipă a Stelei, Edi Iordănescu a trecut în 1997 la Sportul Studențesc.
Printre echipele la care a mai jucat Iordănescu se numără Unirea Focșani, Rapid București, Petrolul Ploiești și Vaslui. A evoluat de asemenea în străinătate, în Grecia și Cipru, la Panionios și Alki Larnaca.
Iordănescu s-a retras din activitate în anul 2004, cu dorința de a începe studiile pentru licența de antrenor.

## Cariera de antrenor
Iordănescu a făcut cursuri de antrenor în Italia, Spania și Anglia.
În anul 2010, Iordănescu a devenit antrenorul secund al lui Ilie Dumitrescu la Steaua București, iar după ce acesta din urmă a demisionat din funcția de antrenor, Iordănescu a devenit antrenor interimar.
La 20 iunie 2013, Iordănescu a semnat un contract cu FCM Târgu Mureș din  Liga II, având ca obiectiv promovarea în Liga I. A demisionat în octombrie 2013.
În decembrie 2014, Iordănescu a devenit antrenor la Pandurii Târgu Jiu. A ajuns cu echipa gorjeană în finala Cupei Ligii, în ediția 2014-2015.
La 24 august 2016, Iordănescu a semnat un contract cu echipa bulgară ȚSKA Sofia. Echipa poloneză Lech Poznań fusese de asemenea interesată de serviciile lui Iordănescu.  În data de 27 noiembrie 2016, după o remiză pe teren propriu cu Vereia, Iordănescu și-a dat demisia.
La 8 iunie 2017, a devenit antrenorul echipei Astra Giurgiu. Contractul său a fost încheiat de comun acord la 2 aprilie 2018.
În iunie 2018, Iordănescu a semnat un contract pentru trei ani cu CFR Cluj. A câștigat primul său trofeu ca antrenor la 15 iulie când CFR Cluj a învins pe Universitatea Craiova cu 1–0 în Supercupa României.
În 2018, a fost numit antrenor principal la CS Gaz Metan Mediaș. În iunie 2020, a ajuns la un acord cu conducerea clubului medieșean privind încetarea contractului.
A revenit la CFR Cluj în decembrie 2020. În sezonul 2020-2021 a câștigat primul titlu de campion al României cu echipa CFR Cluj. S-a despărțit apoi de echipa clujeană la doar câteva zile după cucerirea trofeului în Liga I.
În august 2021, dupa titlul câștigat cu CFR Cluj, acesta semnează cu FCSB un contract pe 9 luni de zile. După doar trei luni la conducerea echipei bucureștene, perioadă în care tehnicianul a condus echipa în 10 meciuri în Liga I, având șapte victorii, două egaluri și o înfrângere, Iordănescu a demisionat din funcție după ce a intrat în conflict deschis cu patronul Gigi Becali.
În ianuarie 2022, Iordănescu a devenit selecționerul echipei naționale de fotbal a României. Sub conducerea sa, naționala a încheiat fără înfrângere campania de calificare pentru UEFA Euro 2024, ocupând primul loc în grupa preliminară, apoi la turneul final din Germania a câștigat grupa din care a făcut parte, dar a părăsit turneul în optimile de finală, fiind învinsă de Olanda. După turneu, Iordănescu nu și-a mai prelungit contractul cu FRF, rămânând astfel cu 28 de meciuri la conducerea naționalei în care a înregistrat zece victorii, zece egaluri și opt înfrângeri.

## Palmares

### Jucător
Steaua București
- Divizia A: 1995–96
- Cupa României: 1995–96

Petrolul Ploiești
- Divizia B: 2002–03

### Antrenor
Pandurii Târgu Jiu
- Cupa Ligii
  - Finalist: 2014–15

CFR Cluj
- Liga I: 2020–21[18]
- Supercupa României: 2018,[10] 2020[19]

Individual
- GSP.ro - Gazeta Sporturilor Superlativele GSP Antrenorul Anului: 2024[20]
- Gazeta Sporturilor antrenorul anului: 2023[21]
- Gala Fotbalului Românesc cel mai bun antrenor român: 2021[22]
- Gazeta Sporturilor antrenorul lunii: noiembrie 2023[23]